# Де Бю, Валери
Валери Де Бю (фр. Valérie De Bue; род. 7 октября 1966, Вилворде, Брабант) — бельгийский политический деятель. Член «Реформаторского движения» (MR). Председатель Сената с 25 июля 2024 года. Сенатор, избранный парламентом Валлонии, с 17 июля 2024 года. В прошлом — депутат Палаты представителей (2003—2014), сенатор, избранный Парламентом французского сообщества (2014—2017).

## Биография
Родился 7 октября 1966 года в городе Вилворде.
Окончила Лувенский католический университет (UCL), получила диплом по  специализации на планировании землепользования и градостроительстве, степень бакалавра по экономики, а затем степень магистра экономики.
В 2000—2003 годах — советник министра внутренних дел и государственной службы Валлонии.
В 2001 году избрана в совет города Нивель. В 2006—2014 годах — эшевен (échevine).
По результатам выборов 18 мая 2003 года избрана депутатом Палаты представителей. Переизбиралась на выборах 2007 и 2010 годов.
В 2014—2017 годах, мае — сентябре 2019 года и с 9 июня 2024 года — депутат парламента Валлонии. С 15 июля 2024 года — председатель группы «Реформаторского движения» (MR) в парламенте Валлонии.
В 2014—2017 годах, июне — сентябре 2019 года и с 2 июля 2024 года — депутат Парламента французского сообщества. В 2014—2017 годах — первый заместитель председателя Парламента французского сообщества.
В 2014—2017 годах — сенатор, избранный Парламентом французского сообщества.
В 2017—2019 годах — министр жилищной и спортивной инфраструктуры Валлонии. В 2019—2024 годах — министр государственной службы, информационных технологий, административного упрощения, отвечающий за семейные пособия, туризм, наследие и безопасность дорожного движения.
С 18 июля 2024 года — сенатор, избранный парламентом Валлонии. 25 июля избрана председателем Сената.

## Награды
- Кавалер ордена Леопольда (27 мая 2019)[1]

## Личная жизнь
Живёт в городе Нивель.